# 式亭三馬
式亭三馬（日语：／ Shikitei Sanba；1776年—1822年2月27日），本名菊地泰輔，字久德。日本江戶時代后期作家、浮世绘师，與十返舍一九被稱為日本滑稽本兩大作家，代表作有滑稽本《浮世澡堂》、《浮世理发馆》等。

## 生平
生于江户城浅草田原町第三街，是木匠菊地茂兵衛的长子，祖父菊地壹岐守是八丈岛负责祭祀為朝大明神的神官。天明4年（1784年）至宽政4年（1792年），他以学徒的身份，前往书商翫月堂堀野屋仁兵衛的住家学习工作，對书籍出版有了深入的了解:42，亦接触了山东京传、平賀源內、芝全交等人的作品，宽政6年（1794年），发行黄表纸作品《天道浮世出星操》、《人間一心覗替繰》，开始步入文坛。宽政9年（1797年），成为蘭香堂万屋太治右衛門的婿養子，但结婚不久妻子便逝世了。宽政11年（1799年），式亭三馬因出版描述消防员打架的黄表纸作品《侠太平记向钵卷》，被幕府逮捕並被判戴手銬五十天，但他也因此名声大振，成为与十返舍一九齐名的江户作家:312。
式亭三马在创作文学作品的同时亦在江户城本桥十九文横町从事古书贩售，文化3年（1806年），他的住所发生火灾，四年后，他迁居本町2丁目，开设药妆店“式亭正铺”，并因贩售仙方延寿丹以及自制的化妆水“江户之水”而取得了成功，亦凭借滑稽本作品《浮世澡堂》、《浮世理发馆》受到读者欢迎，还迎娶了前主人堀野屋仁兵衛的女儿为妻，文化9年（1812年），两人的长子式亭小三马出生。文政5年（1822年），式亭三马逝世，其子式亭小三马继承了他的药妆店及戏作创作事业。式亭三马逝世後安葬在深川雲光院寺中長源院，后来，其墓葬在1923年的关东大地震中遭到损毁，因此于大正15年（1926年）改葬至正泉寺（今东京都目黑区碑文谷）:375。

## 文学

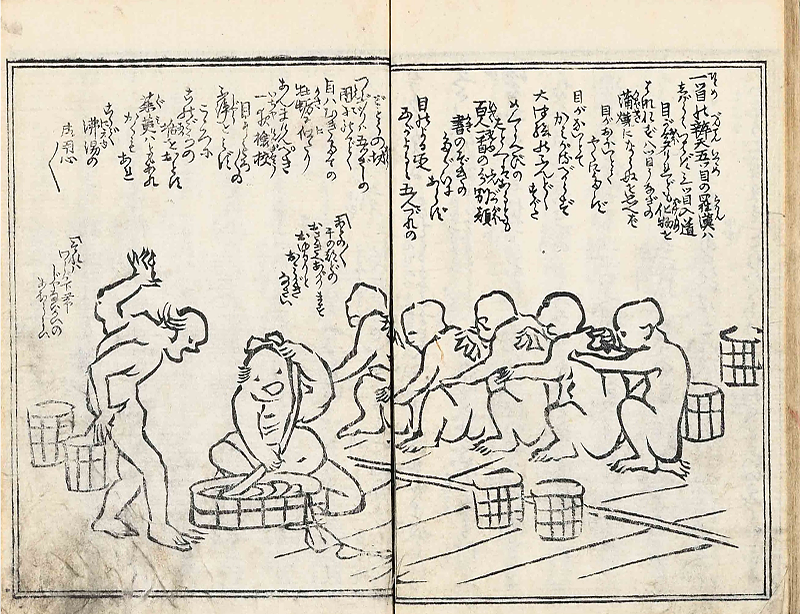
《浮世澡堂》的书页

江户时代中后期，李渔的小說戲曲流入日本，与此同时，町人阶级在江户等地逐渐壮大，包括式亭三马在内的一些作家亦受到李渔作品的影响，开始在文学作品中透过近似游戏的表现手法，间接批判德川幕府的专制统治，形成了以黄表纸、洒落本与滑稽本为代表的戏作文学，这些文学作品在内容上滑稽逗笑、充满风流情趣，亦迎合町人的阅读审美取向:55-57,59。式亭三马早年曾创作读本，後因銷量低迷、不受讀者欢迎而转往创作洒落本，其初期的洒落本作品《辰巳婦言》即具有现实主义特点，亦使用对话取代大多数以服饰、姿态描绘人物的同类作品，为其日后创作的滑稽本的写作风格奠定了基础:129-130。
式亭三马著作颇丰，其代表作是滑稽本《浮世澡堂》、《浮世理发馆》，二者分别以澡堂、理发馆为舞台，藉由作品中各人物幽默的对话，讲述了江户中下层民众茶余饭后的各种有趣故事，反映了江户时代民众的生活百态，并以长于使用俚俗语言、对人物与事件细致入微的描述而著称，曾将这两部作品翻译成中文的学者周作人等人则指出其与落语有异曲同工之妙:57:130，亦受到了三笑亭可樂之落语作品的影响。这些作品亦摆脱了明清小说的影响，具有日本在地特色，其中，式亭三马还藉由《浮世理发馆》调侃腐儒的文字，间接地批判了德川幕府极力推崇儒术的文化政策，认为本民族的文化可能会因此遭到吞噬:57-58。另一方面，式亭三马还巧妙地透过《浮世澡堂》书中的插画，向读者推广了自己的药妆产品。

## 评价
在滑稽本盛行的18世纪末19世纪初，儒学仍在日本居于文化优势地位，儒学家们并不接纳滑稽本等俚俗的小说作品，因此不少戏作者都怀有“卑下慢”自卑的心理，式亭三马也不例外，他评价自己的作品“專以猥亵为宗，常作戏谑之书，为人解颐而已”:59，与他同时代的一些作家也曾质疑其日文、汉文学识:130。但也有认同並效法式亭三马的作家，人情本的代表作者為永春水就曾向其学习戏作，亦学到了他透過書中插畫推廣自销產品的技巧。进入明治时期後，式亭三马的作品开始受到文学评论家的重视，假名垣魯文的创作风格即深受其影响，而坪內逍遙认为式亭三马长于对单个场面进行文字加工，其写作亦因此具有感染力:130。现代的日本文学评论家则倾向肯定他的文学成就，学者飛田良文还将其与十返舍一九并列，称为江户时代中后期的两大代表性作家。在中国大陆，学者刘振瀛认为其對世态人情的描写颇为细腻，语言通俗易懂，但实质低俗颓废，难以形成真正的批判力量。作家遆存磊则认为其长于将市井风俗、俗谚名物等元素浓缩于作品中的日常生活与琐事，具有诙谐百出、妙想横生的特点。张海萌则认为式亭三马文学的范畴较为狭窄，在描写对象上也有所偏颇，但也肯定了其写实技巧的精练及不拘泥学问理论的态度:130。